# Stadnea, Zolociv
Stadnea (în ucraineană Стадня) este un sat în comuna Skvareava din raionul Zolociv, regiunea Liov, Ucraina.

## Demografie
Componența lingvistică a localității Stadnea
     Ucraineană (99,37%)
     Alte limbi (0,63%)
Conform recensământului din 2001, majoritatea populației localității Stadnea era vorbitoare de ucraineană (99,37%), existând în minoritate și vorbitori de alte limbi.